# Wojtele (rejon mołodecki)
Wojtele (biał. Вайтэлі, ros. Войтели) – dawny folwark. Tereny, na których był położony leżą obecnie na Białorusi, w obwodzie mińskim, w rejonie mołodeckim, w sielsowiecie Radoszkowice.

## Historia
W czasach zaborów folwark w powiecie wilejskim, w guberni wileńskiej Imperium Rosyjskiego. W 1865 roku liczył 5 mieszkańców w 1 domu, własność Czekatowskiego.
W latach 1921–1945 folwark leżał w Polsce, w województwie wileńskim, w powiecie wilejskim, od 1927 roku w powiecie mołodeckim, w gminie Kraśne.
Według Powszechnego Spisu Ludności z 1921 roku zamieszkiwało tu 22 osoby, 3 były wyznania rzymskokatolickiego a 19 prawosławnego. Jednocześnie 15 mieszkańców zadeklarowało polską a 7 rosyjską przynależność narodową. Były tu 2 budynki mieszkalne. W 1931 w 1 domu zamieszkiwało 9 osób.
Wierni należeli do parafii rzymskokatolickiej w Dubrowej i prawosławnej w Uszy. Miejscowość podlegała pod Sąd Grodzki w Kraśnem i Okręgowy w Wilnie; właściwy urząd pocztowy mieścił się w Olechnowiczach.
W wyniku napaści ZSRR na Polskę we wrześniu 1939 miejscowość znalazła się pod okupacją sowiecką. 2 listopada została włączona do Białoruskiej SRR. Od czerwca 1941 roku pod okupacją niemiecką. W 1944 miejscowość została ponownie zajęta przez wojska sowieckie i włączona do Białoruskiej SRR.